# Cankaya Hotel
Le  Cankaya Hotel est un gratte-ciel situé à Ankara en Turquie. Il mesure 110 mètres de hauteur pour 30 étages et abrite un hôtel de 550 chambres.
La construction de l'édifice a commencé en 1994 mais en 2018 n'était pas achevée du fait de problèmes financiers.
L'immeuble a été conçu par l'agence d'architecture Aymet Singapore Land Turizm A.S.